# Mršavi Bijeli Vojvoda
Mršavi Bijeli Vojvoda (engl.: The Thin White Duke) lik je britanskog glazbenika Davida Bowieja kojim se koristio od 1975. do 1976. godine. Uglavnom ga se povezuje s Bowiejevim albumom Station to Station iz 1976. godine, a njegovo se ime spominje u naslovnoj skladbi. Međutim, Bowie se počeo služiti tim likom već tijekom prethodne promidžbene turneje za uradak Young Americans 1975. godine. Izgled i ponašanje tog lika djelomično su nadahnuti likom Thomasa Jeromea Newtona, humanoidnog izvanzemaljca kojeg je Bowie glumio u filmu Čovjek koji je pao na Zemlju iz 1976. godine.
Mršavi Bijeli Vojvoda bio je kontroverzan lik zbog naočigled profašističkih izjava koje je Bowie tada davao u intervjuima. Ubrzo nakon tih izjava Bowie je komentirao da su to bili "teatralni" komentari njegova lika i da zapravo ne prikazuju njegov pogled na svijet. Nekoliko godina kasnije za svoje je nepredvidljivo ponašanje u vrijeme lika Vojvode okrivio "astronomsku" konzumaciju teških droga (pogotovo kokaina) dok je živio u Los Angelesu.
Bowie je 1976. godine napustio Kaliforniju i otišao u Europu kako bi poboljšao svoje duševno i tjelesno zdravlje. Početkom 1977. počeo je živjeti u Zapadnom Berlinu i u to je vrijeme neprimjetno umirovio lik Vojvode.

## Razvoj
David Bowie bavio se glumom u eksperimentalnom kazalištu prije nego što je stekao slavu kao glazbenik. Početkom 1970-ih počeo je stvarati likove; jedan od njegovih najpoznatijih likova je glam izvanzemaljac Ziggy Stardust. Prestao se koristiti Ziggyjevim likom 1973. godine, kad je na albumu Diamond Dogs i većem dijelu popratne turneje njegovo mjesto zauzeo distopijski Halloween Jack.
Rana inačica lika Mršavog Bijelog Vojvode pojavila se krajem 1974. tijekom etape "Philly Soul" turneje za Diamond Dogs. Tijekom tog razdoblja "plastic soula" prije objave albuma Young Americans Bowiejeva je kosa i dalje bila narančaste boje, ali ju je skratio, a svoja je prethodna šarena glam odijela zamijenio konvencionalnijim. Ime Mršavog Bijelog Vojvode spominje se u naslovnoj skladbi Bowiejeva sljedećeg albuma, Station to Stationa, a njegov je lik utjelovio tijekom naknadne turneje Isolar – 1976 Tour.

## Karakteristike
Na prvi je pogled Mršavi Bijeli Vojvoda konvencionalniji od Bowiejevih prethodnih kitnjastih glam likova. Njegova je frizura njegovana i plave boje, a nosi jednostavnu kabaretsku odjeću koju čini bijela majica, crne hlače i prsluk. Vojvodu se opisuje kao isprazna čovjeka koji s bolnom intenzivnošću pjeva pjesme o ljubavi, ali zapravo ne osjeća ništa jer je "led koji se maskira u vatru". Opisan je i kao "ludi aristokrat", "nemoralni zombi" i "arijski superčovjek bez emocija". Sam ga je Bowie ovako opisao: "Vrlo je arijski, fašistički lik; želi biti romantičar, ali ne osjeća ništa i naširoko priča o neoromantici."

## Kontroverzije
Mršavi Bijeli Vojvoda lik je koji je izazvao polemike. U intervjuima iz 1975. i 1976., tijekom kojih je utjelovljavao lik Vojvode, Bowie je komentirao Adolfa Hitlera i Treći Reich na način koji je insinuirao potporu fašizmu, a možda čak i njegovu promidžbu. Do dodatnih je polemika došlo u svibnju 1976., kad je objavljena fotografija na kojoj grupu obožavatelja pred londonskom stanicom "Victoria" naočigled pozdravlja Hitlerovim pozdravom. Bowie je to kasnije negirao rekavši da joj je jednostavno mahao i da ga je fotograf uslikao usred mahanja.
Već početkom 1976. Bowie je počeo odbacivati svoje navodno profašističke komentare i izjavio je da je pogrešno shvaćen. Iste je te godine u intervjuu s Daily Expressom o utjelovljivanju svih svojih prijašnjih likova izjavio: "Ja sam Pierrot. Ja sam svatko. Ono što činim je teatar i samo teatar... Ono što vidite na pozornici nije zlonamjerno. To je čista klaunerija. Koristim sebe kao platno i na njemu pokušavam naslikati istinu našega vremena. Bijelo lice, vrećaste hlače – to predstavlja Pierrota, vječnog klauna koji savršeno prikazuje veliku žalost." Godine 1977., nakon što je prestao utjelovljivati Vojvodu, Bowie je komentirao: "Nekoliko sam puta na ljigav i teatralan način prikazao britansko društvo i jedino što mogu dodati tome jest da NISAM fašist."
Nekoliko je godina kasnije Bowie opisao razdoblje od kraja 1974. do početka 1977. "najmračnijim danima svojega života" zbog "astronomskog" korištenja kokaina i ostalih droga. Za svoje je tadašnje uvredljive izjave, nepredvidljivo ponašanje i fascinaciju nacističkim i okultnim simbolima okrivio svoje nestabilno duševno zdravlje i dodao da se čak nije mogao sjetiti snimanja albuma Station to Station, koje se odvijalo krajem 1975. godine. "Bilo je to opasno vrijeme", objasnio je. "Bio sam fizički i emocionalno izmučen i počeo sam preispitivati svoj razum." Također je komentirao da je Mršavi Bijeli Vojvoda "doista gadan tip", a kasnije ga je nazvao i "ogrom".

## Poslije Vojvode
Kako bi poboljšao svoje duševno i fizičko zdravlje, Bowie je 1976. napustio scenu droge u Los Angelesu i prvo se preselio u Ženevu, a potom se početkom 1977. pridružio svojem prijatelju Iggyju Popu u Zapadnom Berlinu. Iako nije javno umirovio lik Mršavog Bijelog Vojvode kao što je to učinio sa Ziggyjem Stardustom, Bowie nikad više nije nastupao kao Vojvoda nakon što se preselio u Europu.
Bowie je u Zapadnom Berlinu živio gotovo dvije godine, tijekom kojih je promijenio svoj glazbeni stil i način života, što se odrazilo na njegovoj "Berlinskoj trilogiji" (koja se sastoji od albuma Low, "Heroes" i Lodger), na kojoj je surađivao s Brianom Enom i Tonyjem Viscontijem. Također je producirao Popove albume The Idiot i Lust for Life .